# 8433 Brachyrhynchus
8433 Brachyrhynchus è un asteroide della fascia principale. Scoperto nel 1960, presenta un'orbita caratterizzata da un semiasse maggiore pari a 2,7118034 UA e da un'eccentricità di 0,0630571, inclinata di 13,13402° rispetto all'eclittica.